# Быстряев, Александр Николаевич
Алекса́ндр Никола́евич Быстря́ев (даты жизни неизвестны) — участник Гражданской войны в России, краснознамёнец (1922).

## Биография
Сведений о жизни Александра Быстряева до Октябрьской революции не имеется.
В годы Гражданской войны Быстряев командовал сначала 3-й ротой, а затем 3-м батальоном 262-го стрелкового полка. Участвовал в охране «золотого запаса», отбитого Рабоче-крестьянской Красной Армией у войск адмирала Александра Колчака. Особо отличился во время штурма Перекопа и боёв за Крым с войсками генерала Петра Врангеля. Вместе со своим батальоном он 3 ноября 1920 года успешно штурмовал станцию Сальково и очистил её от противника, после чего продолжал наступление по направлению к Сивашу.
Приказом Революционного Военного Совета Республики № 22 от 20 января 1922 года за «мужество и умелое руководство действиями» командир батальона Александр Николаевич Быстряев был награждён орденом Красного Знамени РСФСР.
После окончания войны Быстряев был уволен в запас. Проживал в городе Вельске Архангельской области, работал учителем, бухгалтером в Вельском государственном учительском институте. Умер (дата не установлена).
Орден Красного Знамени РСФСР, вручённый Быстряеву, в настоящее время хранится в Вельском краеведческом музее.